# Логинов, Лев Николаевич
Лев Никола́евич Ло́гинов (23 октября 1935, Иланск, Красноярский край — 6 октября 2014, Москва) — советский и российский машиностроитель, предприниматель, генеральный директор Красноярского комбайнового завода (1979—1996).
Доктор экономических наук, профессор. Лауреат премии Президента РФ в области образования, лауреат премии Правительства РФ, Заслуженный машиностроитель РСФСР.

## Биография
Лев Логинов родился в 1935 году. В 1961 году он окончил Красноярский политехнический институт, после чего начал трудовую деятельность, стал работать шахтером. С 1962 года работал на заводе комбайнов в Красноярске, где прошел путь от технолога до начальника цеха. В 1968 году был назначен директором завода электромонтажных изделий, а в 1971 году переведен заместителем директора завода телевизоров, где после образования ПО «Искра» был назначен заместителем генерального директора по производству.
В 1979 году был назначен генеральным директором Красноярского производственного объединения по зерноуборочным комбайнам. В 1988 году Лев Логинов был избран генеральным директором Красноярского комбайнового завода. При нём завод стал лидером союзного машиностроения. Работники комбайнового завода имели самый высокий уровень социальной обеспеченности. В частности, были построены сотни тысяч квадратных метров жилья, возведён комплекс административных учреждений, вложены огромные средства в строительство городских больниц. Завод был известен самой высокой обеспеченностью детскими садами и спортивными сооружениями среди подобных предприятий.
Также, Лев Логинов внес значительный вклад в социально-экономическое развитие Красноярского края. Он способствовал развитию материально-технической базы Сибирского отделения Российской инженерной академии. В его активе большой вклад в развитие отечественного сельхозмашиностроения. Лев Логинов является автором более 20 научных работ, 6 изобретений внедрены на заводах отрасли. Кроме того, под его руководством был осуществлен переход к серийному выпуску нового комбайна СКД-6 «Сибиряк», освоен выпуск семейства высокопроизводительных комбайнов «Енисей».
В 1996 году Лев Логинов покинул пост директора завода. После отставки входил в правление Российского союза промышленников и предпринимателей. Последние годы жизни он жил в Москве, где и скончался 6 октября 2014 года. После известия о его кончине, глава города Красноярска Эдхам Акбулатов и председатель городского Совета депутатов Валерий Ревкуц отметили достижения Льва Логинова и принесли свои соболезнования его семье.

## Научные достижения
- Доктор экономических наук, профессор. Являлся академиком Российской и Международной инженерных академий, вице-президентом Сибирского отделения Российской инженерной академии, академиком Академии проблем безопасности, обороны и правопорядка РФ.

## Награды

### Государственные награды Российской Федерации
- орден «За заслуги перед Отечеством» III степени (21 июня 1995 года) — за заслуги перед государством, успехи, достигнутые в труде, большой вклад в укрепление дружбы и сотрудничества между народами[5]
- медаль «Защитнику свободной России» (14 марта 1994 года) — за заслуги в проведении в жизнь демократических преобразований и экономических реформ[6]
- Лауреат Премии Президента Российской Федерации в области образования
- Лауреат Премия Правительства Российской Федерации в области образования и науки
- медали

### Государственные награды СССР
- 3 ордена Трудового Красного Знамени
- Орден Дружбы народов (5 сентября 1990 года) — за большой личный вклад в успешное проведение испытаний зерноуборочных комбайнов «Енисей» в условиях Китайской Народной Республики и братскую помощь в уборке урожая зерновых культур[7]
- почётное звание «Заслуженный машиностроитель РСФСР»
- медали

### Общественные и муниципальные награды
- орден «Петра Великого»
- орден «Александра Невского»
- орден «Михайло Ломоносова»
- золотая звезда «Честь, Гордость и Слава России» — за выдающиеся заслуги перед Отечеством, способствующие процветанию, величию и славе России
- звание «Почетный гражданин г. Красноярска».